# Picture Book
Albums de Simply Red
Men and Women
(1987)
Singles
1. Money's Too Tight (to Mention)
Sortie : 20 mai 1985
2. Come to My Aid
Sortie : août 1985
3. Holding Back the Years
Sortie : 4 novembre 1985
4. Jericho
Sortie : février 1986
5. Open Up the Red Box
Sortie : 1er août 1986

Picture Book est le premier album du groupe britannique Simply Red sorti le 11 octobre 1985 sur le label Elektra Records. Il contient les singles Holding Back the Years, numéro un aux États-Unis, et Money's Too Tight (to Mention). Trois autres singles ont été extraits de l'album : Come to My Aid, Jericho et Open Up the Red Box.
L'album a permis à Simply Red d'être nommé aux Grammy Awards en 1987 dans la catégorie « Meilleur nouvel artiste ». La chanson Holding Back the Years est également nommée dans la catégorie « Meilleure prestation vocale pop d'un duo ou d'un groupe ».

## L'album
Le titre Money's Too Tight (to Mention) est une reprise du tube R&B des Valentine Brothers (en), sorti à l'origine en 1982. L'album atteint la 2e place des charts britanniques en juillet 1986 grâce essentiellement au succès de Holding Back the Years. Il est répertorié dans l'ouvrage Les 1001 albums qu'il faut avoir écoutés dans sa vie.
Une version spéciale de Picture Book est également sortie sur le format alors nouveau CD+G (CD+Graphics) qui, lorsqu'il est lu sur un lecteur de CD approprié, permet d'afficher des images, du texte et des animations sur l'écran d'un téléviseur connecté.

## Liste des titres
| 1. | Come to My Aid  | 4:03 |
| 2. | Sad Old Red     | 4:33 |
| 3. | Look at You Now | 3:02 |
| 4. | Heaven          | 4:32 |
| 5. | Jericho         | 6:03 |

| 1. | Money's Too Tight (to Mention) | 4:13 |
| 2. | Holding Back the Years         | 4:30 |
| 3. | (Open Up the) Red Box          | 3:56 |
| 4. | No Direction                   | 3:41 |
| 5. | Picture Book                   | 5:49 |

## Crédits
| Simply Red - Mick Hucknall – chant et chœurs, piano acoustique - Fritz McIntyre – claviers, chœurs - Tim Kellett – keyboards, trumpet, chœurs en public - Sylvan Richardson – guitares - Tony Bowers – basse - Chris Joyce – batterie, percussion Musiciens invités - David Fryman – guitares (8), chœurs (8) - Ronnie Ross – saxophone baryton (2, 4, 5) - Ian Dickson – saxophone ténor (2, 4, 5) - Francis Foster – congas (1, 3) | Production - Producteur – Stewart Levine - Ingénieur du son et mixage – Femi Jiya - Ingénieur assistant – Chris Dickie - Masterisé par Arun Chakraverty au Master Room (Londres, England) - Mastering CD – Barry Diament - Conception – Peter Barrett - Pochette avant – Simon Fowler - Pochette arrière – Malcolm Heywood |

## Classements et certifications
| Classement (1985–1987)               | Meilleure position |
| ------------------------------------ | ------------------ |
| Allemagne de l'Ouest (Media Control) | 8                  |
| Australie (Kent Music Report)        | 6                  |
| Autriche (Ö3 Austria Top 40)         | 10                 |
| Canada (Top Albums)                  | 7                  |
| États-Unis (Billboard 200)           | 16                 |
| Italie (Musica e dischi)             | 8                  |
| Norvège (VG-lista)                   | 26                 |
| Nouvelle-Zélande (RIANZ)             | 9                  |
| Pays-Bas (Mega Album Top 100)        | 1                  |
| Royaume-Uni (UK Albums Chart)        | 2                  |
| Suède (Sverigetopplistan)            | 26                 |
| Suisse (Schweizer Hitparade)         | 12                 |

| Classement (1986)             | Position |
| ----------------------------- | -------- |
| Australie (Kent Music Report) | 16       |
| Canada (Top Albums)           | 29       |
| États-Unis (US Billboard 200) | 49       |
| Nouvelle-Zélande (RMNZ)       | 21       |
| Royaume-Uni (UK Albums Chart) | 20       |

### Certifications
| Région                                                               | Certification | Ventes/Streams |
| -------------------------------------------------------------------- | ------------- | -------------- |
| Allemagne (BM)                                                       | 3 × Or        | 750 000^       |
| Australie (ARIA)                                                     | 2 × Platine   | 140 000^       |
| Autriche (IFPI)                                                      | Or            | 25 000*        |
| Belgique (BEA)                                                       | Or            | 25 000*        |
| Espagne (PME)                                                        | Or            | 50 000^        |
| États-Unis (RIAA)                                                    | Platine       | 1 000 000^     |
| France (SNEP)                                                        | Or            | 100 000*       |
| Italie (FIMI)                                                        | Or            | 250 000        |
| Pays-Bas (NVPI)                                                      | Platine       | 100 000^       |
| Nouvelle-Zélande (RMNZ)                                              | Platine       | 15 000^        |
| Suisse (IFPI)                                                        | Platine       | 50 000^        |
| Royaume-Uni (BPI)                                                    | 5 × Platine   | 1 500 000^     |
| *Ventes selon la certification ^Mise en rayon selon la certification |               |                |